# Carpias parvus
Carpias parvus is een pissebed uit de familie Janiridae. De wetenschappelijke naam van de soort is voor het eerst geldig gepubliceerd in 1921 door Omer-Cooper.